# السلامة (الحديدة)

تعديل مصدري - تعديل

السلامة هي إحدى قرى مديرية حيس، التابعة لمحافظة الحديدة اليمنية، بلغ تعداد سكانها 999 نسمة حسب الإحصاء الذي جرى عام 2004.